# کنری وورف
1 = 300px
کنری وورفlongitudeکنری وورفlatitudeکنری وورف
کنری وورف (به انگلیسی: Canary Wharf) یک ناحیه تجاری مرکزی در شرق لندن است که در منطقه تاور هملتس لندن واقع شده‌است.
در این ناحیه برج‌ها و آسمان‌خراش‌های بلند اروپا همانند وان کانادا اسکور، سیتی‌گروپ سنتر لندن و برج اچ‌اس‌بی‌سی قرار دارد.
کنری وورف شامل ۱۶٬۰۰۰٬۰۰۰ فوت مربع (۱٬۵۰۰٬۰۰۰ متر مربع) مراکز اداری و فضای خرده‌فروشی است که حدود ۷٬۹۰۰٬۰۰۰ فوت مربع (۷۳۰٬۰۰۰ متر مربع) آن متعلق به گروه کنری وورف می‌باشد. حدود ۱۰۵٬۰۰۰ نفر در کنری وورف مشغول کار هستند و شرکت‌های مهمی همانند بارکلیز، سیتی‌گروپ، کلیفورد چنس، کردیت سوئیس، اینفوسیس، فیچ ریتینگز، اچ‌اس‌بی‌سی، جی. پی. مورگان اند کو., کی‌پی‌ام‌جی، مت‌لایف، Moody's, مورگان استنلی، رویال بانک کانادا، اسکادن، آرپس، اسلیت، مهرن و فلام، استیت استریت و تامسون رویترز در آن قرار دارد.

## خصوصیات
کنری وورف ۷۳٬۳۹۰ نفر جمعیت دارد.

## بلندترین ساختمان‌ها
| رتبه | تصویر | نام                | ارتفاع | ارتفاع | طبقات | تاریخ تکمیل | توضیحات |
| رتبه | تصویر | نام                | متر    | پا     | طبقات | تاریخ تکمیل | توضیحات |
| ---- | ----- | ------------------ | ------ | ------ | ----- | ----------- | --- |
| ۱    |       | وان کانادا اسکور   | ۲۳۵    | ۷۷۱    | ۵۰    | ۱۹۹۱        | The 15th-tallest building in Europe and currently the فهرست بلندترین ساختمان‌ها در بریتانیا، the tallest being برج شارد لندن. Designed by Cesar Pelli, it was the tallest building in Europe upon completion in 1991. Multi-tenanted; occupiers include بانک نیویورک ملون، the CFA Institute, Clearstream, EEX (European Energy Exchange), اویلر هرمس، the International Sugar Organization, Mahindra Satyam, مت‌لایف، Moody's Analytics and Trinity Mirror . |
| 2=   |       | برج اچ‌اس‌بی‌سی       | ۲۰۰    | ۶۶۵    | ۴۲    | ۲۰۰۲        | The joint 26th-tallest building in Europe and third-tallest completed building in the United Kingdom. Occupied by اچ‌اس‌بی‌سی as its world headquarters. |
| 2=   |       | سیتی‌گروپ سنتر لندن | ۲۰۰    | ۶۵۵    | ۴۲    | ۲۰۰۱        | The joint 26th-tallest building in Europe and third-tallest completed building in the United Kingdom. 25 Canada Square and 33 Canada Square together form a single complex known as the سیتی‌گروپ سنتر لندن. Primarily occupied by سیتی‌گروپ as its EMEA headquarters. Other tenants include Gain Capital, 3i Infotech, Lehman Brothers (in Administration), کراس‌ریل، Instinet, میونیک ره، MWB Group, SunGard and ولز فارگو.                                  |
| ۴    |       | وان چرچیل پلیس     | ۱۵۶    | ۵۱۳    | ۳۲    | ۲۰۰۵        | Occupied by بارکلیز as its world headquarters. Currently the eighth-tallest building in the United Kingdom, it was originally planned to be 50 stories in height, but was scaled down to 31 after the 11 September attacks. |
| 5=   |       | ۴۰ بانک استریت     | ۱۵۳    | ۵۰۲    | ۳۳    | ۲۰۰۳        | Multi-tenanted; occupiers include آلن و آوری، گروه بانکداری استرالیا و نیوزیلند، بانک سازندگی چین، Duff & Phelps, Saxo Bank and اسکادن، آرپس، اسلیت، مهرن و فلام. |
| 5=   |       | ۲۵ بانک استریت     | ۱۵۳    | ۵۰۲    | ۳۳    | ۲۰۰۳        | Occupied by جی‌پی مورگان چیس as its European headquarters since 2012. |
| ۷    |       | ۱۰ آپر بانک استریت | ۱۵۱    | ۴۹۵    | ۳۲    | ۲۰۰۳        | Occupied by کلیفورد چنس as its world headquarters. Other occupiers include گروه اف‌تی‌اس‌ای، اینفوسیس، مسترکارت and توتال. |
| ۸    |       | 25 Churchill Place | ۱۳۰    | ۴۲۶    | ۲۳    | ۲۰۱۴        | The building houses the European Medicines Agency from early 2014 and ارنست اند یانگ from 2015. |
| ۹    |       | 1 West India Quay  | ۱۰۸    | ۳۵۴    | ۳۶    | ۲۰۰۴        | Floors 1-12 are occupied by a Marriott Hotel. Floors 13-33 house 158 apartments. |
| ۱۰   |       | سیتی‌گروپ سنتر لندن | ۱۰۵    | ۳۴۴    | ۱۸    | ۱۹۹۹        | 33 Canada Square and 25 Canada Square together form a single complex, see above for details. |
| ۱۱   |       | 1 Cabot Square     | ۸۹     | ۲۹۲    | ۲۱    | ۱۹۹۱        | Occupied by کردیت سوئیس. |
| ۱۲   |       | 5 Canada Square    | ۸۸     | ۲۸۸    | ۱۶    | ۲۰۰۳        | Occupied by Bank of America Merrill Lynch . |
| ۱۳   |       | 25 Cabot Square    | ۸۱     | ۲۶۵    | ۱۷    | ۱۹۹۱        | Occupied by مورگان استنلی. Morgan Stanley also occupies the nearby 20 Bank Street as its European headquarters. The architect was اسکیدمور، اوینگز و مریل. |
| ۱۴   |       | 25 North Colonnade | ۸۰     | ۲۶۲    | ۱۵    | ۱۹۹۱        | Occupied by the Financial Conduct Authority as its headquarters. The architect was John McAslan and Partners. |
| ۱۵   |       | 20 Bank Street     | ۶۸     | ۲۲۳    | ۱۴    | ۲۰۰۳        | Occupied by Morgan Stanley as its European headquarters. Morgan Stanley also occupies the nearby 25 Cabot Square. It was designed by اسکیدمور، اوینگز و مریل. |